# Aris Appajev
Aris (İslam) Appajev (Russisch en Karatsjaj-Balkaars: Арис (Ислам) Аппаев) (Naltsjik) is een Russische zanger, afkomstig uit de deelrepubliek Kabardië-Balkarië.

## Biografie
Appajev werd geboren in Naltsjik in de Russische deelrepubliek Kabardië-Balkarië.
Appajev is anno 2015 de zanger van DARK. Tevens was hij een voormalige zanger van de ensembles TriA, Iman en Bereket. Hij heeft verder ook nog deelgenomen aan tal van internationale muziekwedstrijden en won daar won hij eerder al Oriental Bazar en Ural mono.
Appajev zingt in vele verschillende talen en zijn liedjes mengt hij de verschillende culturen en stijlen met elkaar. Zo zingt hij vaak in het Karatsjaj-Balkaars, Engels, Russisch en Turks. Zijn hitten kennen enige populariteit in Rusland, Turkije, Griekenland, de Verenigde Staten, het Verenigd Koninkrijk en Latijns-Amerika.
In november 2015 werd hij uitgekozen om zowel Kabardië-Balkarië als Karatsjaj-Tsjerkessië te vertegenwoordigen op het Türkvizyonsongfestival 2015. Dit komt omdat beide deelrepubliek al jaren samen deelnemen. Hij zal in de halve finale aantreden met het Karatsjaj-Balkaarse lied Unutma meni, wat Vergeet mij niet betekent. Als hij zich kan kwalificeren zou het de eerste keer zijn dat een Kabardo-Balkaarse en Karatsjaj-Tsjerkessische act kan doorstoten tot de finale. Uiteindelijk zal zij helemaal niet op het festival te zien zijn aangezien beide omroepen zich terugtrekken nadat de Russische overheid het gevraagd had vanwege het neerhalen van een Russisch vliegtuig - al dan niet - boven Turks grondgebied. In oktober 2016 werd bekendgemaakt dat Appajev in 2016 zal deelnemen aan het festival. Dit enkel namens Kabardië-Balkarië aangezien Karatsjaj-Tsjerkessië niet meer zal deelnemen aan het festival. Ook ditmaal zou hij niet deelnemen, want het festival werd geannuleerd.

## Discografie
- Unutma meni (Унутма мени) (2015)
- California
- Ja prosju tebja (Я прошу тебя)
- Kara-Kara
- Lu-lu lubov
- Tau halkim
- Unamadyng (Унамадынг)
- You're my Desire
- Zabyla (Забыла)